# Imigração brasileira na Índia
Os brasileiros na Índia formam uma pequena comunidade composta de imigrantes e expatriados (principalmente jogadores de futebol e modelos) provenientes do Brasil.

## Histórico de migração

### Imigrantes

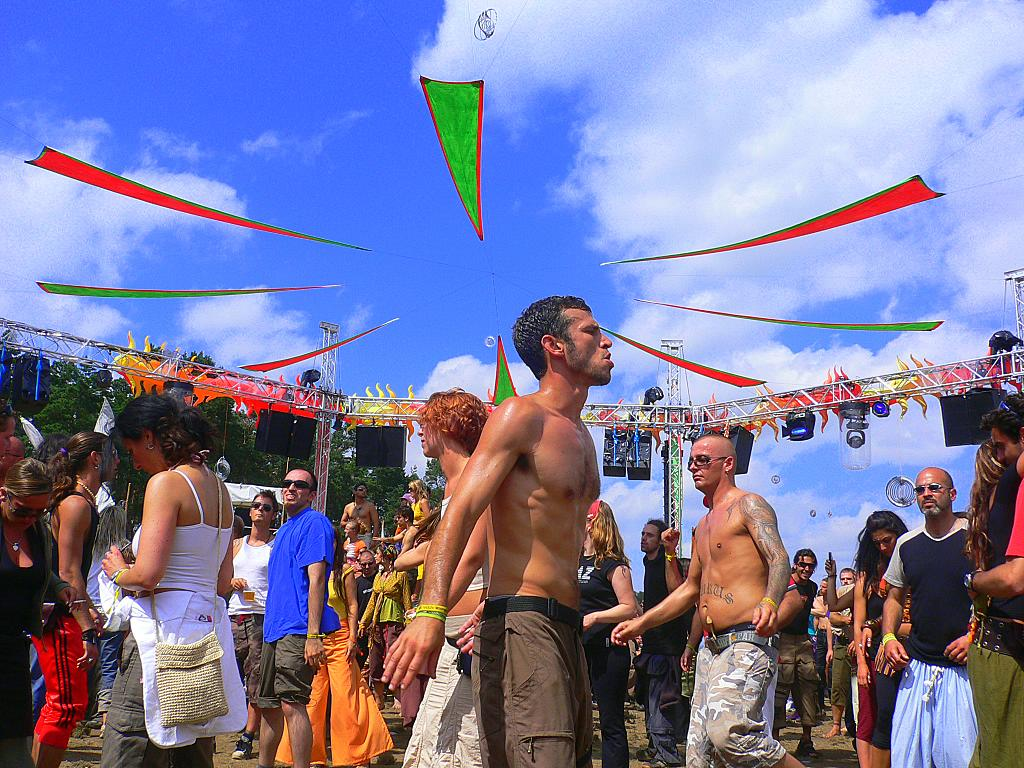
Foliões brasileiros e portugueses comemoram o Carnaval em Goa.

Há pequenas comunidades brasileiras em Chennai, Goa e Mumbai. Atualmente, existem cerca de 40 famílias brasileiras em Goa e há um consulado brasileiro localizado em Mumbai. Muitos brasileiros se estabeleceram em Goa porque é culturalmente semelhante ao Brasil como ambos ambos foram colônias portuguesas.
A cultura brasileira é também visível em Goa. Samba, músicas e danças brasileiras tornaram-se parte das festividades locais do Carnaval de Goa em 2008 e Goa tem vindo a promover estudos brasileiros. A Universidade de Goa teve um departamento de estudos latino-americanos por muitos anos e eles oferecem uma variedade de cursos, tais como literatura brasileira, filosofia e sociologia.

### Expatriados
A Índia está emergindo como um líder de mercado para os pequenos futebolistas da América Latina, especialmente do Brasil. Os futebolistas brasileiros estão jogando em clubes de futebol na Índia, porque eles são mais bem pagos na Índia do que eles seriam no Brasil. Treinadores do Brasil também chegaram a treinar futebolistas indianos. A comunidade brasileira em Chennai estão sobretudo envolvidos nos negócio, TI e fabricação de automóveis.
A indústria da moda indiana também recruta modelos do Brasil como a sua abordagem para a moda é mais profissional e sua exposição tem sido intensa. Elas também são recrutadas porque são muito menos inibidas, de modo atribuições que os obrigam a vestir um biquíni ou um maiô são mais fáceis do que para as meninas indianas. No entanto, elas ganham menos do que as modelos indianas, mas as taxas estão a par com outras partes do mundo. A única diferença é que elas provavelmente tem que fazer três shows em vez de um na Índia.

## Pessoas notáveis
- Bruna Abdullah - modelo indiana
- Edmar Figueira - futebolista
- Cristiano Júnior - futebolista
- Nathalia Kaur - Modelo, atriz de Bollywood e uma cantora de ópera formada.